# Campeonato Universal del CMLL (2015)
El Campeonato Universal 2015 fue la edición número siete del torneo realizado por el Consejo Mundial de Lucha Libre, donde 16 campeones de la empresa buscan el centro absoluto.

## Desarrollo
El torneo se desarrolló por medio de una competición a eliminación directa, donde dos bloques de ocho luchadores y se enfrentaron entre sí hasta obtener un ganador de cada uno de los grupos. En la primera eliminatoria realizada el 2 de octubre, resultó ganador Último Guerrero, mientras que la eliminatoria del 9 de octubre, Atlantis se llevó la victoria.
La gran final se disputó el 16 de octubre, siendo el triunfador Atlantis.

## Participantes

### Bloque A
| Luchador           | Campeonato                                                  |
| ------------------ | ----------------------------------------------------------- |
| Ángel de Oro       | Campeonato Mundial de Peso Semicompleto del CMLL            |
| Bárbaro Cavernario | Campeonato Nacional de Peso Wélter                          |
| Dragon Lee         | Campeonato Mundial de Peso Ligero del CMLL                  |
| Dragón Rojo Jr.    | Campeonato Mundial de Peso Medio del CMLL                   |
| Luciferno          | Campeonato Nacional de Tríos                                |
| Rey Bucanero       | Campeonato Mundial Histórico de Peso Semicompleto de la NWA |
| Shocker            | Campeonato Mundial de Parejas del CMLL                      |
| Último Guerrero    | Campeonato Mundial Histórico de Peso Medio de la NWA        |

### Bloque B
| Luchador    | Campeonato                                                                                   |
| ----------- | -------------------------------------------------------------------------------------------- |
| Atlantis    | Campeonato Nacional de Peso Semicompleto                                                     |
| Ephesto     | Campeonato Nacional de Tríos                                                                 |
| Máximo      | Campeonato Mundial de Peso Completo del CMLL                                                 |
| Mephisto    | Campeonato Nacional de Tríos                                                                 |
| Místico II  | Campeonato Mundial de Tríos del CMLL                                                         |
| Negro Casas | Campeonato Mundial de Parejas del CMLL                                                       |
| Valiente    | Campeonato Mundial de Tríos del CMLL                                                         |
| Volador Jr. | Campeonato Mundial de Tríos del CMLL / Campeonato Mundial Histórico de Peso Wélter de la NWA |

## Torneo
|  | Primera ronda      | Primera ronda   | Primera ronda      |          |   | Cuartos de final | Cuartos de final | Cuartos de final |  |  | Semifinales | Semifinales     | Semifinales |  |  | Final | Final | Final |  |
|  |                    |                 |                    |          |   |                  |                  |                  |  |  |             |                 |             |  |  |       |       |       |  |
|  |                    |                 |                    |          |   |                  |                  |                  |  |  |             |                 |             |  |  |       |       |       |  |
|  | Rey Bucanero       |                 |                    |          |   |                  |                  |                  |  |  |             |                 |             |  |  |       |       |       |  |
|  |                    |                 |                    |          |   |                  |                  |                  |  |  |             |                 |             |  |  |       |       |       |  |
|  | Último Guerrero    |                 |                    |          |   |                  |                  |                  |  |  |             |                 |             |  |  |       |       |       |  |
|  |                    | Último Guerrero |                    |          |   |                  |                  |                  |  |  |             |                 |             |  |  |       |       |       |  |
|  |                    |                 |                    |          |   |                  |                  |                  |  |  |             |                 |             |  |  |       |       |       |  |
|  |                    |                 | Bárbaro Cavernario |          |   |                  |                  |                  |  |  |             |                 |             |  |  |       |       |       |  |
|  | Bárbaro Cavernario |                 |                    |          |   |                  |                  |                  |  |  |             |                 |             |  |  |       |       |       |  |
|  |                    |                 |                    |          |   |                  |                  |                  |  |  |             |                 |             |  |  |       |       |       |  |
|  | Dragón Rojo Jr.    |                 |                    |          |   |                  |                  |                  |  |  |             |                 |             |  |  |       |       |       |  |
|  |                    |                 |                    |          |   |                  | Último Guerrero  |                  |  |  |             |                 |             |  |  |       |       |       |  |
|  |                    |                 |                    |          |   |                  |                  |                  |  |  |             |                 |             |  |  |       |       |       |  |
|  |                    |                 | Shocker            |          |   |                  |                  |                  |  |  |             |                 |             |  |  |       |       |       |  |
|  | Luciferno          |                 |                    |          |   |                  |                  |                  |  |  |             |                 |             |  |  |       |       |       |  |
|  |                    |                 |                    |          |   |                  |                  |                  |  |  |             |                 |             |  |  |       |       |       |  |
|  | Dragon Lee         |                 |                    |          |   |                  |                  |                  |  |  |             |                 |             |  |  |       |       |       |  |
|  |                    | Dragon Lee      |                    |          |   |                  |                  |                  |  |  |             |                 |             |  |  |       |       |       |  |
|  |                    |                 |                    |          |   |                  |                  |                  |  |  |             |                 |             |  |  |       |       |       |  |
|  |                    |                 | Shocker            |          |   |                  |                  |                  |  |  |             |                 |             |  |  |       |       |       |  |
|  | Ángel de Oro       |                 |                    |          |   |                  |                  |                  |  |  |             |                 |             |  |  |       |       |       |  |
|  |                    |                 |                    |          |   |                  |                  |                  |  |  |             |                 |             |  |  |       |       |       |  |
|  | Shocker            |                 |                    |          |   |                  |                  |                  |  |  |             |                 |             |  |  |       |       |       |  |
|  |                    |                 |                    |          |   |                  |                  |                  |  |  |             | Último Guerrero |             |  |  |       |       |       |  |
|  |                    |                 |                    |          |   |                  |                  |                  |  |  |             |                 |             |  |  |       |       |       |  |
|  |                    |                 | Atlantis           | Atlantis | V |                  |                  |                  |  |  |             |                 |             |  |  |       |       |       |  |
|  | Mephisto           |                 | Atlantis           | Atlantis | V |                  |                  |                  |  |  |             |                 |             |  |  |       |       |       |  |
|  |                    |                 |                    |          |   |                  |                  |                  |  |  |             |                 |             |  |  |       |       |       |  |
|  | Ephesto            |                 |                    |          |   |                  |                  |                  |  |  |             |                 |             |  |  |       |       |       |  |
|  |                    | Mephisto        |                    |          |   |                  |                  |                  |  |  |             |                 |             |  |  |       |       |       |  |
|  |                    |                 |                    |          |   |                  |                  |                  |  |  |             |                 |             |  |  |       |       |       |  |
|  |                    |                 | Místico II         |          |   |                  |                  |                  |  |  |             |                 |             |  |  |       |       |       |  |
|  | Místico II         |                 |                    |          |   |                  |                  |                  |  |  |             |                 |             |  |  |       |       |       |  |
|  |                    |                 |                    |          |   |                  |                  |                  |  |  |             |                 |             |  |  |       |       |       |  |
|  | El Valiente        |                 |                    |          |   |                  |                  |                  |  |  |             |                 |             |  |  |       |       |       |  |
|  |                    |                 |                    |          |   |                  | Mephisto         |                  |  |  |             |                 |             |  |  |       |       |       |  |
|  |                    |                 |                    |          |   |                  |                  |                  |  |  |             |                 |             |  |  |       |       |       |  |
|  |                    |                 | Atlantis           |          |   |                  |                  |                  |  |  |             |                 |             |  |  |       |       |       |  |
|  | Volador Jr.        |                 |                    |          |   |                  |                  |                  |  |  |             |                 |             |  |  |       |       |       |  |
|  |                    |                 |                    |          |   |                  |                  |                  |  |  |             |                 |             |  |  |       |       |       |  |
|  | Máximo             |                 |                    |          |   |                  |                  |                  |  |  |             |                 |             |  |  |       |       |       |  |
|  |                    | Volador Jr.     |                    |          |   |                  |                  |                  |  |  |             |                 |             |  |  |       |       |       |  |
|  |                    |                 |                    |          |   |                  |                  |                  |  |  |             |                 |             |  |  |       |       |       |  |
|  |                    |                 | Atlantis           |          |   |                  |                  |                  |  |  |             |                 |             |  |  |       |       |       |  |
|  | Atlantis           |                 |                    |          |   |                  |                  |                  |  |  |             |                 |             |  |  |       |       |       |  |
|  |                    |                 |                    |          |   |                  |                  |                  |  |  |             |                 |             |  |  |       |       |       |  |
|  | Negro Casas        |                 |                    |          |   |                  |                  |                  |  |  |             |                 |             |  |  |       |       |       |  |
|  |                    |                 |                    |          |   |                  |                  |                  |  |  |             |                 |             |  |  |       |       |       |  |
|  |                    |                 |                    |          |   |                  |                  |                  |  |  |             |                 |             |  |  |       |       |       |  |